# اودو همپل
اودو همپل (ایتالیایی: Udo Hempel؛ زادهٔ ۳ نوامبر ۱۹۴۶) دوچرخه‌سوار اهل آلمان است.
وی در مسابقات کشوری و بین‌المللی در مجموع برندهٔ ۱ مدال طلا، ۱ مدال نقره شده‌است.